# Ferrotitani
Ferô titani là hợp kim ferô của sắt với titani, có hàm lượng titan trong khoảng từ 10-70% theo khối lượng và đôi khi có một lượng nhỏ carbon. Chúng được sử dụng trong ngành luyện thép, như là một tác nhân làm sạch sắt và thép; titani là một nguyên tố tác dụng mạnh với lưu huỳnh, carbon, oxy và nitơ, tạo ra các hỗn hợp không thể hòa tan trong thép lỏng và được tách ra xỉ trong quá trình luyện, khử lưu huỳnh, khử nitơ cho thép. Trong sản xuất thép, việc bổ sung titani sẽ tạo ra kim loại có cấu trúc hạt mịn hơn. Fêro titani có thể được sản xuất bằng cách trộn titan xốp và phế liệu với sắt rồi nung chảy chúng với nhau trong lò cảm ứng. Bột này cũng có thể được sử dụng làm nhiên liệu trong một số chế phẩm pháo hoa.